# Tournon-sur-Rhône
Tournon-sur-Rhône é uma comuna francesa na região administrativa de Auvérnia-Ródano-Alpes, no departamento de Ardèche. Estende-se por uma área de 21,01 km². Em 2010 a comuna tinha 11 113 habitantes (densidade: 528,9 hab./km²).